# André Laurendeau
André Laurendeau, né le 21 mars 1912 à Montréal et mort le 1er juin 1968 à Ottawa, est un romancier, dramaturge, essayiste, journaliste et homme politique québécois.

## Biographie
Fils unique de Blanche Hardy et d'Arthur Laurendeau, il naît à Montréal le 21 mars 1912. Ses parents sont musiciens, nationalistes et appartiennent à la petite bourgeoisie canadienne-française. À partir de 1923, il étudie au Collège Sainte-Marie tenu par les Jésuites; il forme avec des condisciples le « Cercle Crémazie » qui se réunit à la demeure de ses parents sur la rue Hutchison, à Montréal.
Il épouse Ghislaine Perrault le 4 juin 1935.

## Parcours

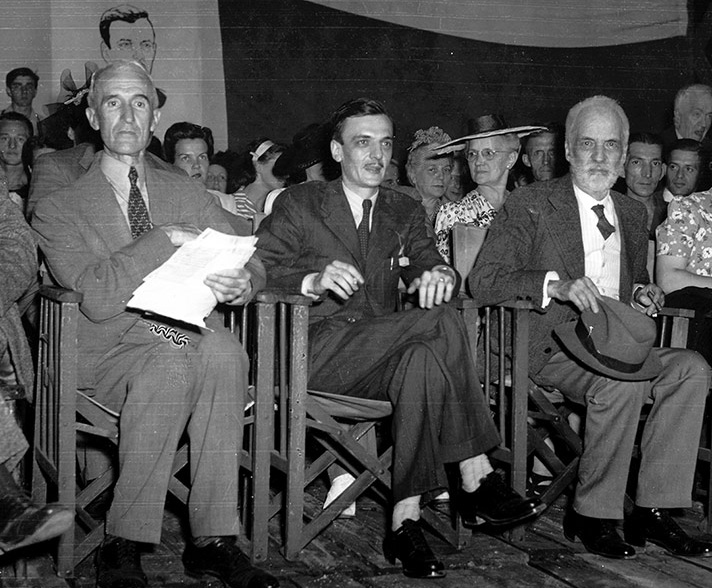
Maxime Raymond, André Laurendeau et Henri Bourassa, lors d'une assemblée du Bloc populaire canadien, tenue au stade Delorimier de Montréal, le 3 août 1944.

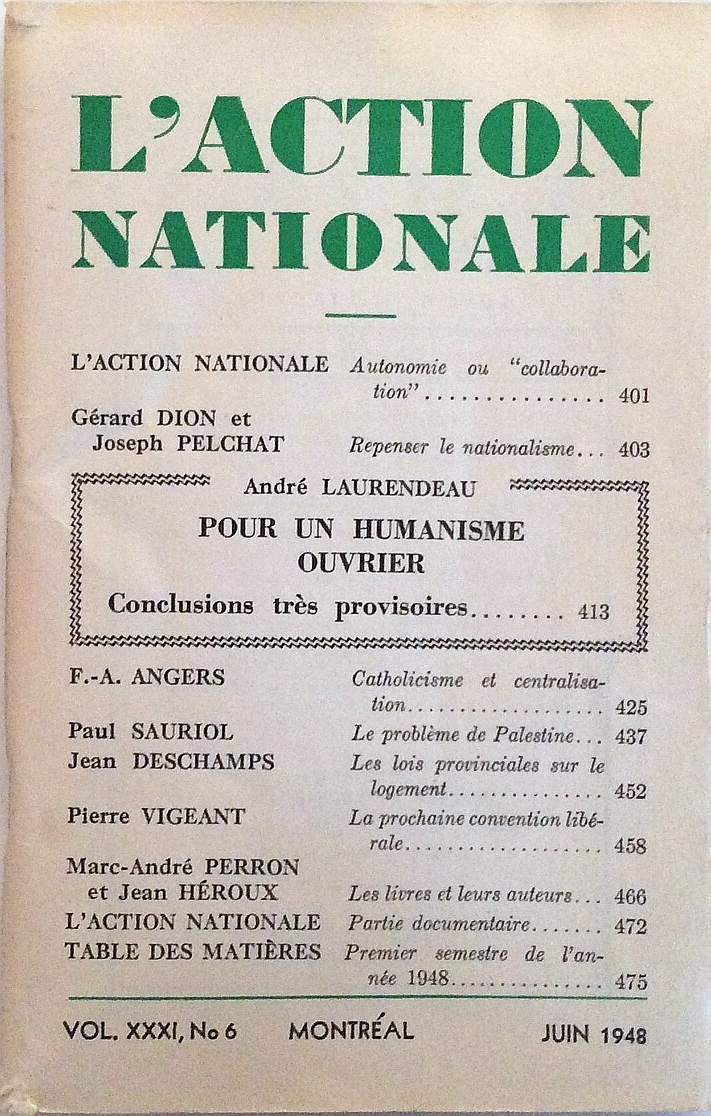
Première page de la revue mensuelle publiée au Québec, organe officiel de la Ligue d'action nationale 1948

Dès 1933, il fonde avec quelques amis le mouvement des « Jeune-Canada » et collabore à la revue L'Action nationale dirigée par son père. En 1935, il va étudier la philosophie et les sciences sociales à Paris. Revenu au Québec, il dirige L'Action nationale de 1937 à 1942 et de 1948 à 1954.

### Jeune-Canada et antisémitisme
Dans Jeune-Canada, il fait ouvertement preuve d'antisémitisme. Dans une réunion publique tenue le 20 avril 1933, il déclare notamment:
"Le fait que les agences de nouvelles sont entre les mains des Juifs nous permet d'accueillir avec un peu de scepticisme des récits de prétendues persécutions [en Allemagne]. (...) Les Juifs sont 80000 à Montréal et ils votent à 110%. On ajoute même qu'au fédéral, lorsque les femmes se mettent de la partie, ils votent à 160%. Et il y a plus. Les élections ne se font pas avec des prières et les Juifs sont riches. Mais ils ne donnent rien pour rien et qui pourrait les en blâmer? (...)"
Élie Feuerwerker, en 1976, dans la page éditoriale du Devoir, attribue le discours de Laurendeau à sa rigueur intellectuelle et à l'esprit du temps:
"[André Laurendeau et Pierre Dansereau] invoquèrent l’absence de preuves irréfutables pour mettre en doute le sort que commençaient à subir les Juifs en Allemagne. Ils laissèrent aussi tomber des propos qu'on n'aurait aucune hésitation, aujourd’hui, à considérer comme inspirés d’un antisémitisme assez grossier."
Par contre, le Canadian Jewish Congress s’était alarmé des déclarations des Jeune-Canada en affirmant qu’ils "conduisaient une agitation antisémitique prononcée", et le sénateur Raoul Dandurand avait répondu avec désapprobation cinq jours après la réunion dans une lettre au Devoir: 
"Non seulement leur mouvement [la réunion publique de Jeune-Canada] fut dénué de toute charité chrétienne mais, il faut bien le dire, de tout sentiment humain. (…) Convoquer une assemblée pour protester contre des sympathies exprimées à des opprimés, c’était commettre l’acte le plus cruel dont j'aie encore entendu parler."
D'autre part, en novembre de la même année, Laurendeau est au courant au moins partiellement du sort des Juifs en Allemagne puisque, avertissant les "trustards" de la colère du peuple, il déclare dans une autre assemblée de Jeune-Canada:
"Un jour, on fera ici des trustards ce qu'on a fait des Juifs en Allemagne, on les boutera dehors."
Répondant à l’accusation d’antisémitisme du Canadian Jewish Congress, il explique sa position :
Nous nous en sommes pris à cette immigration insensée qui amène au Canada des bouches inutiles, des étrangers (dont [les Juifs]) […], des ferments de révolution sociale, des êtres qui ne se laissent assimiler par aucune race, qui, de par leur religion, leurs intérêts, leurs traditions, constituent un État dans l’État. Oseriez-vous prétendre que cela n’était pas notre droit? […] Resterait à connaître votre définition de l’antisémitisme.
Dans un article où il l'offre comme "figure exemplaire de l'intellectuel", Jean-François Nadeau écrit (sans référence) que Laurendeau se serait excusé après la seconde guerre mondiale de la réunion du Gésù dans une conférence publique organisé par le Cercle juif de langue française à l'invitation de son ami Naïm Kattan .

### Directeur de l'Action nationale
À l'Action nationale, son antisémitisme s'exprime aussi occasionnellement. Rédigeant la critique d'une biographie de Aaron Hart par Raymond Douville, il écrit:
"Ce petit Juif [Aaron Hart], dont on imagine les allures obliques, les roulements de tête et les gestes verbeux, avait le génie du négoce. Non content de ravir aux Trifluviens de haute gomme leurs domaines avec leurs pécules, il gagna parfois leur estime par-dessus le marché. (...) [Hart], pendant ce temps, des calculs sans nombre s'élaborent en sa tête, il a les prévisions, le flair, les lenteurs arachnéens (...). [Le livre de Douville] est un manuel du parfait usurier (...). Parmi les livres publiés ces derniers temps, c’est un de ceux qu'on aura le plus de plaisir à lire."

### Député du Bloc populaire
En 1942, il se lance en politique pour s'opposer à la conscription, au sein de la Ligue pour la défense du Canada, puis il participe à la fondation du Bloc populaire canadien, un parti nationaliste de centre-gauche dont il devient bientôt le chef provincial au Québec, Maxime Raymond en étant le chef fédéral. André Laurendeau est député à Québec de 1944 à 1948.

Le Bloc populaire dénonce ce qu'il appelle "les trusts" pour leur influence indue dans les partis politiques:
"M. Laurendeau a parlé ensuite de la dictature économique. Il expose comment une cinquantaine de financiers, par le jeu de l'imbrication des compagnies et des intérêts économiques et financiers, sont “aujourd’hui les vrais maîtres de notre pays” et notamment dans la province de Québec, où grâce aux vieux partis, notre province est devenue “le paradis des trusts, le royaume des bas salaires et la terre des taudis”.
Le Bloc précise parfois l'origine ethnique de certains des "financiers":
"M. Girard [organisateur en chef du Bloc populaire] accuse M. Godbout de se laisser mener et de laisser conduire la province par le trust juif des alcools et les autres trusts. L’orateur termine son discours en citant les paroles de M. Henri Bourassa à Québec, qui saluait dans M. André Laurendeau un véritable chef national." 

### Rédacteur en chef duDevoir
Rédacteur en chef adjoint en 1947, rédacteur en chef en 1957 du quotidien Le Devoir, il s'associe étroitement à la lutte contre Maurice Duplessis, puis à l'affirmation nationale du Québec pendant la « Révolution tranquille ». Son beau-frère, l’avocat Jacques Perrault, président du conseil du Devoir, « est généralement considéré comme une victime du duplessisme ». Il est décédé tragiquement le 7 mai 1957.
André Laurendeau est connu pour avoir répandu le mot joual. Il est aussi animateur à la radio et à la télévision de Radio-Canada, de 1952 à 1961. Le 4 juillet 1958, il publie un éditorial classique qui servira de base idéologique aux libéraux et souverainistes des années suivantes.
Il écrit la préface du livre culte Les insolences du frère Untel, publié après un échange épistolaire avec l'auteur, Jean-Paul Desbiens, qui choisit d'abord l'anonymat.

### Commission Laurendeau-Dunton
De 1963 jusqu'à sa mort, il préside conjointement avec Davidson Dunton la Commission royale d'enquête sur le bilinguisme et le biculturalisme, aussi appelée Commission Laurendeau-Dunton, dont il avait lui-même suggéré la création en janvier 1962, dans un éditorial inspiré par son jeune ami Léon Dion. Il tient son journal pendant la durée de la Commission royale d'enquête dans lequel il documente ses rencontres ainsi que ses réflexions sur le déroulement de celle-ci.
Solange Chalvin, journaliste au Devoir de 1951 à 1955 puis de 1963 à 1975, pour qui André Laurendeau a été un « maître à penser » écrit ceci à propos de sa nomination à la Commission :

« Son départ du Devoir fut pour les journalistes de l'époque une première perte, mais nous conservions l'espoir de le voir revenir. Le dialogue que nous avions amorcé avec lui se poursuivait au jour le jour dans l'exercice de notre profession; au hasard d'une rencontre avec lui, nous le reprenions comme si l'absence n'avait rien coupé des liens intellectuels qui s'étaient établis entre lui et ses journalistes.
Le 15 mai 1968, André Laurendeau était victime d'une rupture d'anévrisme cérébral qui le terrassa à Ottawa, au sortir d'une conférence de presse. Il mourut le 1er juin suivant, à l'âge de 56 ans. Le Québec venait de perdre l'un de ses plus grands intellectuels. C'est seulement alors que nous avons abandonné l'espoir de son retour. »

Plusieurs personnalités politiques comme Pierre Elliott Trudeau et Daniel Johnson assistent à ses funérailles.

## Postérité
André Laurendeau demeure de nos jours une référence pour les questions d'éducation, de politique et de société. Selon l'historien et journaliste Jean-François Nadeau, Laurendeau continue, cinquante ans après sa mort, « d'incarner en son pays une figure exemplaire de l'intellectuel ». Nadeau dit également qu'il est considéré par plusieurs comme le « dernier vrai défenseur d'une troisième voie capable de réformer le fédéralisme canadien à l'avantage du Québec ».
Il accordait une grande importance à l'éducation et à l'avenir des jeunes. Sont nommés en son honneur : le Cégep André-Laurendeau et l'école Laurendeau-Dunton, à Ville LaSalle (Montréal), une école à Saint-Hubert et une autre à Ottawa (aujourd'hui fermée). En outre, l’Acfas décerne annuellement, depuis 1986, un « Prix André-Laurendeau » récompensant un chercheur pour l'excellence de ses travaux de recherche en sciences humaines, lettres et arts.
Plusieurs ouvrages lui ont été consacrés, dont Denis Monière, André Laurendeau et le destin d'un peuple, Montréal, Québec/Amérique, 1983, 347 p. (ISBN 2-89037-184-0) ; Donald J. Horton, André Laurendeau : la vie d’un nationaliste, 1912-1968, Les Éditions Bellarmin, 1995, 375 p. (ISBN 2-89007-790-X) ; Nadine Pirotte (dir.), Penser l’éducation. Nouveaux dialogues avec André Laurendeau, Boréal, 1989, 237 p. (ISBN 2-89052-272-5) ; et Robert Comeau (dir.) et Lucille Beaudry (dir.), André Laurendeau. Un intellectuel d'ici, Les Presses de l’Université du Québec, coll. « Les leaders politiques du Québec contemporain », 1990, 306 p. (lire en ligne [PDF])
Dans le cadre des célébrations autour du centenaire du journal Le Devoir, une publication, sous la direction de Jean-François Nadeau, présente des textes et archives, notamment deux articles significatifs de Laurendeau dont l'un dénonce l’intervention politique d’un ministre dans le congédiement du peintre Paul-Émile Borduas, alors professeur à l’École du meuble et signataire du Refus global, et dont le second porte sur la suspension de Maurice Richard, hockeyeur mythique « devenu un héros national »

## Œuvres
- L'abbé Lionel Groulx, 1939[27].
- Voyages au pays de l'enfance (récits) (1960)[28]
- La crise de la conscription 1942 (essai) (1962)[29]
- Une vie d'enfer (roman) (1965)[30]
- Ces choses qui nous arrivent. Chronique des années 1961-1966 (1970)[31]
- Théâtre (1970)[32]
- Journal tenu pendant la Commission royale d'enquête sur le bilinguisme et le biculturalisme (1990)[33]

## Distinctions honorifiques
- Membre de l'Académie canadienne-française (aujourd'hui l'Académie des lettres du Québec)
- Prix de la langue-française de l’Académie française, 1938
- Prix du Théâtre du nouveau monde, 1960
- Membre de la Société royale du Canada, 1964

## Fonds d'archives
- Le fonds d’archives Familles Laurendeau et Perrault est conservé au centre d’archives de Montréal de Bibliothèque et Archives nationales du Québec[34].
- Le fonds d'archives Ligue pour la défense du Canada (1939-1943) est conservé au centre d’archives de Montréal de Bibliothèque et Archives nationales du Québec[35].